# CBR (bedrijf)

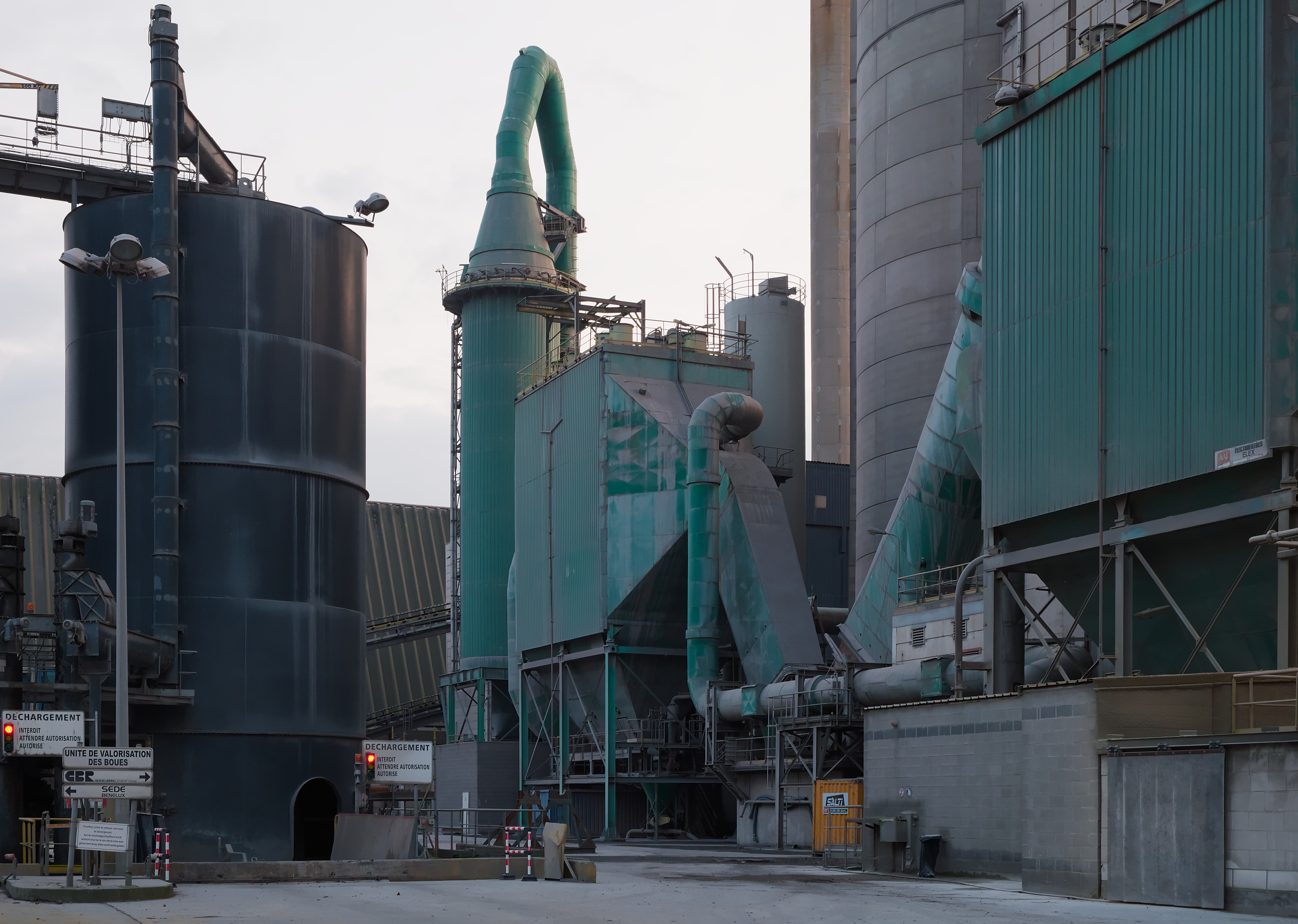
CBR in Antoing.

De Cimenteries et Briqueteries Réunies La Bonne Espérance (CBR), tegenwoordig ook N.V. CBR Cementbedrijven geheten, is een Belgische groep van cementfabrieken waarvan het hoofdkantoor is gevestigd te Brussel.

## Geschiedenis
De basis van de groep werd gevormd door de samenvoeging van de cementfabriek La Bonne Espérance te Turnhout en de Fabrique de Ciment Portland Artificiel te Loën. In 1922 werd de Fabrique de Ciment et Briqueteries te Ravels overgenomen, in 1924 de Société des Ciments de Mons te Bergen, in 1926 de North's Portland Cement and Brick Works op grensgebied Beerse/Rijkevorsel en de Société Niel te Niel, in 1929 de Société des Carrières et Fours à Chaux et à Ciments du Coucou te Antoing.
De groep vormde een belangrijke deelnemer in het consortium dat in 1924 de ENCI te Maastricht oprichtte.
In 1993 werd deze groep door het concern HeidelbergCement overgenomen.

## Vestigingen (stand 2009)
1. In Sint-Kruis-Winkel bevindt zich een maalderij voor hoogovenslak, gestart in 1974. De productie bedraagt 1500 kton/jaar.
2. In Lieze bevinden zich kalksteengroeves, een klinkeroven en een maalderij, gestart in 1950. In de fabriek CBR Lixhe wordt jaarlijks 1400 kton klinker en 1600 kton cement geproduceerd. Er werken 247 personen.
3. In Antoing bevinden zich breekinstallaties van omstreeks 1975 en een oven uit 1986. Men produceert 1000 kton per jaar met 80 medewerkers.
4. Ook in Antoing bevindt zich de dochter Carrières d'Antoing, waar jaarlijks 4000 kton grondstof voor de cementproductie wordt gewonnen.
5. In Harmignies wordt zeer zuiver krijt gewonnen waaruit wit cement wordt geproduceerd. Uit 300 kton krijt wordt 220 kton cement geproduceerd door 110 medewerkers.

## Groeves
Groeves van CBR zijn onder andere:
- Groeve Romontbos bij Eben-Emael
- Groeve van Loën bij Loën